# Montrose (New York)
Pour les articles homonymes, voir Montrose.
Montrose est une census-designated-place proche de la ville de Cortlandt dans le Comté de Westchester (état de New York).
Sa population était de 2 731 habitants en 2010.